# Lê Long Đề
Lê Long Đề (chữ Hán: 黎龍鍉) hay Lê Minh Đề (黎明提) là một hoàng tử của nhà Tiền Lê trong lịch sử Việt Nam. Ông là con trai thứ 11 của Vua Lê Đại Hành.

## Tiểu sử
Sinh tại kinh đô Hoa Lư, Ninh Bình, Việt Nam. Ông được vua phong tước Hành Quân Vương(行軍王), đóng tại Bắc Ngạn, tức vùng đất thuộc tỉnh Bắc Ninh ngày nay. Căn cứ vào năm sinh người con trai thứ năm của vua Lê Đại Hành (986) và năm phong vương thì năm sinh của ông nằm trong khoảng từ 986 đến 995.
Ông được Vua Lê Đại Hành phong vương năm 995. Việc này được sử gia Ngô Thì Sĩ sau này nhận xét:
"Lê Đại Hành tránh cái loạn của nhà Đinh phong khắp cho con gồm 13 tước vương, chia nhau ở các châu quận. Có lẽ là theo lối ngày xưa. Muốn nơi lớn nhỏ ràng buộc lẫn nhau, lúc nguy cấp thì cứu nhau, chống kẻ khinh rẻ mà giữ sự bền lâu, không thể thừa cơ dòm ngó như mình đối xử với nhà Đinh. Lo nghĩ cũng chu đáo đấy, phương pháp cũng chặt chẽ đấy".

## Đi sứ Trung Hoa
Theo Đại việt sử ký toàn thư, năm 1004, vua Lê Đại Hành sai Hành Quân Vương Minh Đề, xưng là nhiếp Hoan Châu thứ sử, sang thăm nước Tống. Minh Đề đến Biện Kinh khẩn cầu ân mệnh cho tuyên phủ đất xa. Vua Tống bằng lòng cho; gọi vào điện riêng thăm hỏi và ban thưởng rất hậu, cho Minh Đề chức Kim tử vinh lộc đại phu kiểm hiệu thái úy Hoan Châu thứ sử. Ông ở Trung Hoa tới năm 1006 mới trở về nước. Do đó, ông không chứng kiến cảnh các anh em của mình tranh chấp ngôi vua khi Lê Đại Hành qua đời.

## Tranh đoạt hoàng vị
Lê Long Đề không tham gia giai đoạn đầu trong Chiến tranh kế vị thời Tiền Lê nhưng khi Lê Long Đĩnh cai trị được 4 năm và qua đời, con trai là Lê Cao Sạ còn bé, Lê Minh Đề đã tranh cướp ngôi vua, bị Lý Công Uẩn giết, nhà Tiền Lê chấm dứt.
Sách An Nam chí lược chép:
Tháng 3 năm thứ 3 (1010), Chí Trung (Lê Long Đĩnh) mất, có con mới mười tuổi, bị Lý Công Uẩn soán ngôi. Lúc ấy, sứ thần của Chí Trung còn ở Kinh sư, Chân Tông cho biết tin và nói nếu muốn để tang cũng cho phép. Sứ giả chỉ che mặt than khóc mà thôi.
Năm Đại Trung Tường Phù thứ 3 (1010), Chí Trung mất, con còn nhỏ, em là Minh Đề, Minh Xưởng tranh ngôi. Công Uẩn đuổi và giết đi, tự lĩnh việc Giao Châu, xưng là An Nam Tĩnh Hải quân quyền Lưu hậu.

## Gia đình
- Cha: 
  - Lê Đại Hành
- Anh em: 
  - Lê Long Thâu
  - Lê Long Tích
  - Lê Long Việt
  - Lê Long Đinh
  - Lê Long Đĩnh
  - Lê Long Cân
  - Lê Long Tung
  - Lê Long Tương
  - Lê Long Kính
  - Lê Long Mang